# Чудинска планина
Чудинска е планина в Западна България и Югоизточна Сърбия, част от Милевско-Конявската планинска група, в историко-географски области Краище и Каменица. Тя е най-западната българска планина.
От запад планината започва източно от Голешкото плато.
По билото ѝ от гранична пирамида 108 до гранична пирамида 129 (по старата номерация) преминава участък от държавната ни граница с Република Сърбия. От югозапад на североизток дължината на планината е около 20 км, а ширината ѝ до 7 – 8 км. На север долината на река Драговищица (десен приток на Струма) я отделя от планините Изворска и Земенска, а на северозапад долината на река Бранковачка (десен приток на Драговищица) – от планината Дукат в Сърбия. На юг проломната долина на река Бистрица и левият й приток река Коприва я отделят съответно от планината Лисец и Каменишката котловина, а на изток склоновете ѝ постепенно затъват в северозападната част на Кюстендилската котловина.
Билото на планината е плоско и нахълмено, разположено на 1200 – 1400 м н.в., над което се издигат заоблени върхове, най-висок от които е връх Арамлия (1496,4 м), разположен на граничната бразда при гранична пирамида № 119 / по старата номерация/, на около 1 км северозападно от село Гурбановци. Други по-характерни върхове са: Яворска чука /1315 м/ при с. Бобешино, Църна трава /1407 м/ и Сама Бука /1409 м/ при с. Кутугерци, Ковачица /1392 м/ над с. Ивановци, Бричище /1292 м/ и Кумица /1271 м/ при с. Чудинци. От долината на река Ломничка (десен приток на Драговищица) се разделя на два верижни рида – северозападен и югоизточен. От североизточния склон на в. Арамлия извира Чудинска река, която в горното си течение се казва Прекощица и е ляв приток на Ломничка река.
Изградена е от метаморфни скали – гнайси, шисти и амфиболити. Установени са няколко рудопроявления без стопанско значение: в с Бобешино, Падешка махала - олово, цинк, мед, графит; Кутугерци - мед и цинк.
Склоновете ѝ са обрасли с редки букови и дъбови гори и храсти, а билата ѝ са заети от обширни пасища.
В планината и по нейните склонове са разположени селата:
- В България: Жеравино /най-западното село в България/, Бобешино, Црешньово, Кутугерци, Гурбановци, Церовица / на север от р. Бистрица/, Ивановци, Кършалево, Чудинци, Ломница, Режинци и югозападните части /по десните склонове на р. Драговищица / от землищата на Долно Уйно, Горановци и Драговищица.
- В Сърбия : Горно Жеравино и махалите между държавната граница и Бранковска река на Горно Тлъмино, Долно Тлъмино, Бистър и Бранковци.

Почти цялата територия на планината е населена.
По североизточното подножие на планината, по долината на река Драговищица, на протежение от 18,3 км преминава участък от третокласен път № 601 от Държавната пътна мрежа Кюстендил – Драговищица – ГКПП „Олтоманци“.
През живописния пролом на река Бистрица преминава участък от трасето на жп линията Кюстендил – Гюешево.
Рядко се срещат зайци, сърни и лисици, тук-там - вълци. След премахването на „кльона“ - телената ограда покрай границата, движението на дивите животни от Р. Сърбия към България и обратно стана безпрепятствено. Увеличиха се дивите свине - през последните 30-40 години се размножават много. Ловците обстрелват някои от тях, но увеличението на популацията продължава.
Друга голяма беда през последните десетилетия са лишеите. Дълбовата гора е поголовно заразена, сивозеленият лишей смъртоносно обхваща старите овощни дървета.
Туристически интерес представлява връх Арамлия и черквата „Св. Ясим Осоговски“, с. Кутугерци.
Голямо богатство на Чудинската планина са чистият въздух, богат на кислород, смесените гори, красивите изгледи. Близо до планината никога не е имало промишлено замърсяване.

## Топографска карта
- Лист от карта K-34-57. Мащаб: 1 : 100 000.
- Лист от карта K-34-58. Мащаб: 1 : 100 000.
- Лист от карта K-34-69. Мащаб: 1 : 100 000.